# Fannaråkhytta
Fannaråkhytta is de hoogstgelegen bemande toeristenhut van de Den Norske Turistforening en ligt in Jotunheimen in de provincie Innlandet in het midden van Noorwegen.
Fannaråkhytta is gelegen op 2068 meter boven zeeniveau. Bereikbaar via de RV 55, de Sognefjellsweg. Dichtbij ligt de berg Fannaråki en de Fannaråkgletsjer.